# Louise Mack

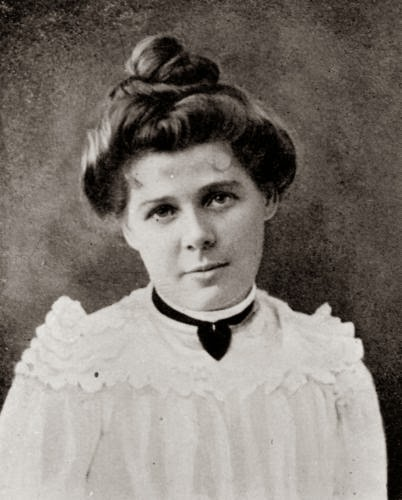
Louise Mack (1890er Jahre)

Marie Louise Hamilton Mack (* 10. Oktober 1870 in Hobart, Tasmanien; † 23. November 1935 in Mosman) war eine australische Journalistin, Autorin und Dichterin.

## Biographie
Louise Mack war das älteste von 13 Kindern von Hans Hamilton Mack († 1890), wesleyanischer Pfarrer aus Downpatrick in Irland, und von dessen Frau Jemima († 1930), geborene James, aus Armagh. Eine ihrer Schwestern war Amy Mack, die später ebenfalls eine bekannte Autorin werden sollte. Aufgrund der Tätigkeit des Vaters zog die Familie oft um, bis sie sich 1882 in Sydney niederließ. Die Schwestern besuchten die Sydney Girls’ High School, wo Louise und ihre Freundin Ethel Turner (später ebenfalls eine erfolgreiche Autorin) konkurrierende Schülerzeitungen herausgaben. 1895 überwarf sie sich mit Turner, weil sie zu deren Ärger in ihrer Publikation In an Australian City über gemeinsame Freunde und Bekannte geschrieben hatte, ohne deren Identität ausreichend zu verschleiern. Ihre Schulerinnerungen verarbeitete Mack, von Freunden Louie genannt, in den Büchern Teens (1897) und Girls Together (1898).
Nachdem Louise Mack die Schule abgeschlossen hatte, arbeitete sie als Gouvernante und verfasste Beiträge für die Zeitschrift Bulletin. 1898 wurde sie feste Mitarbeiterin der Redaktion und betreute als Nachfolgerin von Alexina Wildman unter dem Pseudonym Gouli Gouli die unterhaltsame Kolumne Woman’s Letter. Der Chefredakteur Alfred Stephens soll von der petite Louise Mack fasziniert gewesen sein und sie bevorzugt behandelt haben, was von Kollegen übel aufgenommen wurde. Am 8. Januar 1896 heiratete sie John Percy Creed († 1914), einen Rechtsanwalt aus Dublin; sie hatten keine Kinder. Sein Alkoholkonsum sowie das hektische gesellschaftliche Leben von Louise Mack führten nach wenigen Jahren zum Scheitern der Verbindung. Ebenfalls 1896 wurde Louises erster Roman The World is Round in London veröffentlicht, 1901 veröffentlichte Bulletin ihre Gedichte Dreams in Flower.
1901 ging Louise Mack ohne ihren Mann nach England. Dort verfasste sie den Roman An Australian Girl in London; während sie das Buch schrieb, war sie ohne Einnahmen und musste mitunter hungern. Das Buch wurde sehr gut aufgenommen, und sie wurde ein Schützling von William T. Stead, für dessen Zeitschrift Review of Reviews sie schrieb. Von Alfred Harmsworth wurde sie bei der Daily Mail angestellt und veröffentlichte 1904 einen weiteren Roman, Children of the Sun, der in Sydney spielt. Sie schrieb mehrere erfolgreiche Fortsetzungsromane, die später in Buchform veröffentlicht wurden. Diese Romane bedeuteten für Mack einen „literarischen Rückschritt“, mit denen sie aber viel Geld verdiente, das sie allerdings schnell wieder ausgab. Sie machte viele Reisen, veröffentlichte weitere populäre Romane und lebte sechs Jahre lang in Florenz, wo sie von 1904 bis 1907 die englischsprachige Italian Gazette herausgab.
Nach ihrer Rückkehr nach England wurde Louise Mack 1914 von der Daily Mail und der Evening News als erste weibliche Kriegsberichterstatterin nach Belgien entsandt, was auch für ihre Durchsetzung in einer vornehmlich männlichen Domäne spricht. Sie verfasste bis zu ihrer Rückkehr nach England im Oktober Augenzeugenberichte über die Belagerung von Antwerpen durch die Deutschen. Dort musste sie sich vor dem Bombardement mit zwei anderen Korrespondenten in einem Hotelkeller in Sicherheit bringen. Mack beschrieb die Stadt, deren Häuser „zertrümmert und verschlossen und still und verlassen“ waren, und die Straßen als von den „Geistern von fünfhunderttausend Menschen heimgesucht“. Nach ihren eigenen Angaben gab sie sich als stummes Zimmermädchen aus, um nicht als Spionin verdächtigt zu werden, und gelangte mit einem falschen Pass über die Niederlande nach England. Sie verließ Antwertpen angeblich als letzte der Kriegsberichterstatter. Ihr Kollege Frank Fox gab indessen an, sie habe die Stadt gemeinsam mit den anderen Journalisten verlassen. Ihre Erlebnisse – A Woman's Experiences in the Great War – wurden 1915 von ihrer Schwester Amy in Buchform veröffentlicht.
1916 kehrte Mack nach Australien zurück und tourte bis 1918 durch das Land, sprach über ihre Kriegserlebnisse und sammelte Geld für das australische Rote Kreuz. Dabei kamen ihr ihre „lebhafte Vorstellungskraft“ sowie ihr erzählerisches Talent zugute. So wurden ihre Vorträge Teil von Harmsworths (inzwischen Lord Northcliffe) antideutscher Propaganda: „Dieser neue Massenjournalismus, der mit Gräuelgeschichten gespickt war, war politisch nützlich, um die Rekrutierung zu fördern.“
Da sie nach dem Krieg keine dauerhafte Arbeit als Journalistin finden konnte, tourte Mack von 1919 bis in die frühen 1930er Jahre in Zusammenarbeit mit dem australischen Bildungsministerium und der Good Film League of New South Wales auf den pazifischen Inseln sowie in Neuseeland mit Reisevorträgen und Filmen durch Schulen, und sie schrieb eine Kolumne für Australian Women’s Weekly.
Am 1. September 1924 heiratete Louise Mack in Melbourne den 33-jährigen Allen Illingworth Leyland († 1932), einen neuseeländischen Angehörigen des Australian and New Zealand Army Corps und Gallipoli-Veteranen; nach eigenen Angaben hatte sie damals ein Kind. Sie arbeitete weiterhin als Journalistin und Autorin. Sie starb am 23. November 1935 im Alter von 65 Jahren an einer zerebrovaskulären Insuffizienz; zum Zeitpunkt ihres Todes war sie verarmt. Die Trauerfeier nach presbyterianischem Ritus fand im Beisein zahlreicher Familienmitglieder in Sydney statt, und ihr Leichnam wurde eingeäschert.
Ihre Nichte Nancy Phelan, die 1919 das Buch The Romantic Lives of Louise Mack veröffentlichte, schrieb: Sie war „hübsch und schön, extrovertiert, verwegen, unberechenbar – eine echte Boheme, die ein Leben voller Abenteuer und Unsicherheiten wählte“.

## Ehrungen und Erinnerungen
2020 wurde Louise Mack in die Australian Media Hall of Fame aufgenommen. In der Beschreibung heißt es, Mack sei als Kriegsberichterstatterin nicht nur „bedeutend“, sondern als Journalistin auch „umstritten“ gewesen. Zudem wird sie als „extravagant“ charakterisiert.

## Werke

### Autobiographie
- A Woman's Experiences in the Great War (1915)

### Erzählungen und Romane
- The World is Round (1896)
- Teens: A Story of Australian School Girls (1897)
- Girls Together (1898)
- An Australian Girl in London (1902)
- Children of the Sun (1904)
- The Red Rose of a Summer (1909)
- Theodora's Husband (1909)
- In a White Palace (1910)
- The Romance of a Woman of Thirty (1911)
- Wife to Peter (1911)
- Attraction (1913)
- The Marriage of Edward (1913)
- The House of Daffodils (1914)
- The Music Makers: the love story of a woman composer (1914)
- Teens Triumphant (1933)
- Maiden's Prayer (1934)

### Gedichte
- Dreams in Flower (1901)